# غوردون فيرويذر
غوردون فيرويذر هو محامي وسياسي كندي، ولد في 27 مارس 1923 في Rothesay, New Brunswick ‏ في كندا، وتوفي في 24 ديسمبر 2008 في سانت جون في كندا. نشط حزبياً في الحزب الكندي التقدمي المحافظ. وقد انتخب عضو الجمعية التشريعية لنيو برونزويك ‏ وانتخب عضو مجلس العموم الكندي.